# Otto Korff gen. Schmising
Otto Korff gen. Schmising (* im 14. Jahrhundert; † vor dem 20. Januar 1406) war Domherr zu Münster und Osnabrück.

## Leben
Otto Korff gen. Schmising entstammte dem westfälischen Adelsgeschlecht Korff, dessen Familienzweige zu den ältesten landsässigen Adelsfamilien des Münsterlandes gehören. Zahlreiche namhafte Persönlichkeiten sind daraus hervorgegangen. Er war der Sohn des Ritters Heinrich Korff und dessen Gemahlin Wigburdis (Wibbecke) von Varendorff. Sie war Erbtochter. Dadurch kam das Gogericht Warendorf, bestehend aus neun Kirchspielen, in den Besitz der Familie Korff und bedeutete gleichsam die Stärkung ihrer Macht im Raum Warendorf.
Als münsterscher Domherr wird er erstmals am 16. Oktober 1324 urkundlich erwähnt. Am 1. September 1327 erteilte der Papst dem Abt des Klosters Marienfeld den Auftrag, Otto die Osnabrücker Präbende und die Kantorei zu übertragen. Sein Vater teilte sich am 2. Januar 1334 mit Otto und seinen Geschwistern, den Rittern Heinrich und Everd, den Familienbesitz. Am 29. März 1339 wird er als Archidiakon zu Warendorf genannt. Bischof Florenz berief ihn am 27. April 1368 in den Stiftsrat. Er erhielt am 22. Januar 1372 von Papst Gregor XI. eine Zusage auf die Dechanei des Alten Doms zu Münster. Mit dieser Maßnahme erhielt er auch das Privileg, an der Artisten- und medizinischen Fakultät der Universität Montpellier zu studieren. Am 14. September 1387 wird er als Archidiakon zu Warendorf genannt.